# Altereuropeisme
L'altereuropeisme és un corrent polític, normalment enarborat per grups populistes, que cerca la cooperació i un cert grau d'unió entre els països europeus però que rebutja la definició d'europeisme que defensa actualment la Unió Europea.
La majoria d'aquests grups rebutgen la integració total dels estats membres de la Unió Europea en uns Estats Units d'Europa.
Els grups populistes de dretes defensen una reforma que assoleixi una Europa d'estats sobirans. D'altra banda, els grups populistes d'esquerres reclamen una reforma cap a una Europa més centrada en els drets socials dels seus ciutadans i menys centrada en una integració de caràcter econòmic.